# Provincia Nuristan
Provincia Nuristan (paștună și persană: نورستان‎) este una dintre provinciile Afganistanului. Este localizată în partea estică, la frontiera cu statul Pakistan.